# وصي حيازي
في نطاقات القضاء الأمريكية التي تقوم بتعيين حقوق الملكية لطفل «لوصي»، يمكن أن يكون هناك نوعان من أنواع «الأوصياء» وهما: «الوصي الإداري» و«الوصي الحيازي».
- في المرة الأولى التي كان يجب فيها على محكمة اتخاذ قرار بالوصاية، تفترض بعض الولايات أن بعض أولياء الأمور يجب أن يكونوا عبارة عن أوصياء إداريين مشتركين. وعندما يتم منح الوصاية الإدارية المشتركة، يجب أن يقرر الطرفان أو القاضي كيفية تقسيم الحقوق والمهام، والتي تتم كتابتها في الحكم القضائي.
- ومع ذلك، يمكن أن تقوم المحكمة بدلاً من ذلك تعيين «وصي إداري مفرد» مع واحد أو أكثر من «الأوصياء الحيازيين». وأثناء القيام بذلك، يمكن أن يقوم القاضي بتقدير تاريخ العنف المنزلي أو ما إذا كان لولي الأمر اتصالات أو علاقات سابقة بسيطة مع الطفل عند التفكير في القيود المفروضة على الحقوق والاستحواذ. يمكن أن تتم إزالة وصي الحيازة من عملية اتخاذ القرارات فيما يتعلق بالصحة والتعليم والرفاهية. ويتحمل الوصي الإداري المفرد المسئولية المفردة عن الطفل، حيث يقوم باتخاذ كل القرارات الهامة المتعلقة بالصحة (سواء العقلية أو المادية) أو التعليم أو الأخلاقيات أو التربية الدينية بمفرده.

وتقسم أوامر الوصاية الحقوق والمهام الأبوية المتنوعة، بما في ذلك
(1) الحق في اتخاذ القرارات الهامة فيما يتعلق بالأطفال، و
(2) الحق في الاستحواذ على الأطفال، و
(3) مسئولية دعم الأطفال ماديًا بين الوالدين بعد الطلاق.

## مثال
فيما يلي مثال على قانون يحكم الأوصياء الحيازيين والإداريين:
رمز العائلة § 153.005. تعيين الوصي الإداري الوحيد أو المشترك:
في قضية ما، يمكن أن تقوم المحكمة بتعيين وصي إداري مفرد أو يمكن أن تقوم بتعيين أوصياء إداريين مشتركين. في حالة انفصال الوالدين أو نية الوالدين الانفصال، تقوم المحكمة بتعيين على الأقل وصي إداري واحد.
يجب أن يكون الوصي الإداري والدًا، أو بالغًا يمتلك الكفاءة، أو وكالة معتمدة، أو وكالة مرخصة لوضع الأطفال.
رمز العائلة § 153.006. تعيين الوصي الحيازي:
عندما يتم تعيين وصي إداري، يمكن أن تقوم المحكمة بتعيين وصي حيازي واحد أو أكثر.
وتقوم المحكمة بتعيين الحقوق والمهام الخاصة بالشخص المعين ليكون وصيًا حيازيًا.
وتقوم المحكمة بتعيين وتحديد الأوقات والشروط الخاصة بحيازة أو الوصول إلى الطفل بشكل صريح، إلا إذا أظهر أحد الطرفين سببًا جيدًا وراء كون أوامر معينة ليست في صالح الطفل.